# Aelurillus concolor
Aelurillus concolor là một loài nhện trong họ Salticidae.
Loài này thuộc chi Aelurillus. Aelurillus concolor được Wladislaus Kulczynski miêu tả năm 1901.